# Kavali
Kavali è una suddivisione dell'India, classificata come municipality, di 78.351 abitanti, situata nel distretto di Nellore, nello stato federato dell'Andhra Pradesh. In base al numero di abitanti la città rientra nella classe II (da 50.000 a 99.999 persone).

## Geografia fisica
La città è situata a 14° 55' 0 N e 79° 58' 60 E e ha un'altitudine di 27 m s.l.m..

## Società

### Evoluzione demografica
Al censimento del 2001 la popolazione di Kavali assommava a 78.351 persone, delle quali 40.603 maschi e 37.748 femmine. I bambini di età inferiore o uguale ai sei anni assommavano a 7.909, dei quali 4.005 maschi e 3.904 femmine. Infine, coloro che erano in grado di saper almeno leggere e scrivere erano 56.268, dei quali 31.638 maschi e 24.630 femmine.